# Zborów

Dawny herb Zborowa

Zborów (ukr. Зборів, Zboriw) – miasto na Ukrainie, w rejonie tarnopolskim obwodzie tarnopolskim, siedziba rejonu zborowskiego. W 2022 roku liczył ok. 6,6 tys. mieszkańców. W mieście rozwinął się przemysł spożywczy.

## Historia
Według podań na miejscu współczesnego miasta istniała miejscowość Werchostaw, która miała zostać zniszczona podczas najazdu tatarskiego w roku 1241. Zborów został założony przez szlachtę przybyłą z Wielkopolski i swą nazwę wziął od pierwszych właścicieli Zborowskich herbu Jastrzębiec. W roku 1639 nadano prawa miejskie. W 1649 roku nastąpiło oblężenie obozu wojsk koronnych z królem Janem Kazimierzem przez wojska kozacko-tatarskie zakończone rozejmem – tzw. ugodą zborowską.
Od 1642 roku miejscowość należała do Sobieskich, od 1740 roku – do Radziwiłów, a od 1760 roku – do Bielskich.
Przez pewien czas Zborów jako miasteczko wchodził w skład obwodu złoczowskiego w Królestwie Galicji i Lodomerii.
W 1890 pożar zniszczył miasteczko. Pod koniec XIX w. przedmieście miejscowości nosiło nazwę Zagrobela.
W roku 1913 miasto liczyło 6000 mieszkańców, w tym 1300 Polaków, 2400 Rusinów i 2300 Żydów. W czasie I wojny światowej miały miejsce ciężkie walki między legionistami czeskimi i słowackimi a armią austro-węgierską, tzw. bitwa pod Zborowem 2 czerwca 1917.
W dwudziestoleciu międzywojennym Zborów leżał w granicach Polski i był siedzibą gminy Zborów i powiatu zborowskiego w województwie tarnopolskim. W 1921 roku liczył 3730 mieszkańców, w tym 1653 Polaków, 1617 Ukraińców, 459 Żydów i 1 Serba. W okresie tym działały w mieście liczne towarzystwa ukraińskie m.in. „Proswita”, „Ridna szkoła” i „Silśkyj hospodar”.
W 1939 r. miasto zostało zajęte przez Armię Czerwoną. 3 lipca 1941 r. do Zborowa wkroczyły wojska niemieckie. Tego samego dnia żołnierze dywizji SS Wiking, rzekomo w odwecie za sowieckie zbrodnie, zabili w mieście 600–830 Żydów. 1 grudnia 1942 r. na podstawie rozporządzenia Hansa Krügera utworzono w Zborowie getto, w którym umieszczono około 3 tys. Żydów. 9 kwietnia 1943 r. 2,3 tys. mieszkańców getta zostało rozstrzelanych przez policję bezpieczeństwa z Tarnopola przy udziale niemieckiej żandarmerii i ukraińskiej policji. Ostatecznie getto zlikwidowano 5 czerwca 1943, zabijając pozostałych jeszcze przy życiu Żydów.
W latach 1941–1945 nacjonaliści ukraińscy z OUN-UPA zamordowali w różnych okolicznościach 50 Polaków.

## Religia
- Sobór Prokatedralny Przemienienia naszego Pana i Zbawiciela Jezusa Chrystusa (greckokatolicki)
- Cerkiew greckokatolicka nowomęczenników ludu ukraińskiego (pierwotnie kościół św. Anny[10]) – murowana, zbudowana przez wiernych obrządku łacińskiego w latach 1748–1755 w miejsce drewnianej, konsekrowana przez arcybiskupa lwowskiego Wacława Sierakowskiego w 1766 r. Uszkodzona w czasie I wojny światowej, odrestaurowana w 20. latach XX w. Ponownie uszkodzona w wyniku ostrzału sowieckiej artylerii w 1944 r., zaadaptowana na magazyn w 1945 r, przekazana grekokatolikom w 1992 r. którzy przebudowali ją na cerkiew[11].
- Kaplica-mauzoleum – na cmentarzu, upamiętniająca żołnierzy poległych w czasie I wojny światowej, wojny polsko-ukraińskiej oraz wojny polsko-bolszewickiej w 1920 r. Wzniesiona w 1935 r. z inicjatywy starosty Alfreda Kocóła, według projektu Wawrzyńca Dayczaka, odrestaurowana w latach 2015–2016[12][13].

## Urodzeni w Zborowie
- Korneli Juliusz Heck (1860–1911) – pedagog, edytor, historyk[14]
- Rudolf Kostecki (ur. 25 stycznia 1894, zm. ?) – podpułkownik piechoty Wojska Polskiego, kawaler Orderu Virtuti Militari.
- Roman Pioterek (1929-2022) – ksiądz rzymskokatolicki, syn polskiego policjanta, zabitego przez NKWD. Zesłany do Kazachstanu, wyświęcony w Poznaniu, proboszcz w Chwałkowie Kościelnym i Skokach[15], autor wspomnień Przez Sybir do kapłaństwa ISBN 978-83-925375-0-2.
- Mikołaj Skorodyński – duchowny greckokatolicki[16].

## Sprawiedliwi wśród Narodów Świata(ratujący Żydów w Zborowie)
Osoby na polskiej liście Sprawiedliwych
- Antoni i Anastazja Bigosowie - ukrywali 9 Żydów[17]
- Julia Ciurko - ukrywała Sabinę Fuchs i jej kuzynkę[18]
- Włodzimierz i Stefania Leszczyńscy - ukrywali 10 osób na strychu swojego domu[19]
- Zofia Nowosielska - ukrywała w budynku gospodarskim Reginę i Ignacego Weinbergerów[20]
- ks. Jan Pawlicki - dostarczył fałszywe dokumenty tożsamości rodzinie Dollów (Dulów), ukrywał przez dwa tygodnie Marię Cukier i znalazł dla niej schronienie, namawiał parafian do pomocy Żydom[21][22]

Osoby na ukraińskiej liście Sprawiedliwych
- Anton Suchinski - ukrywał sześcioro Żydów, w tym rodzinę Zeigerów[23][24]

## Galeria

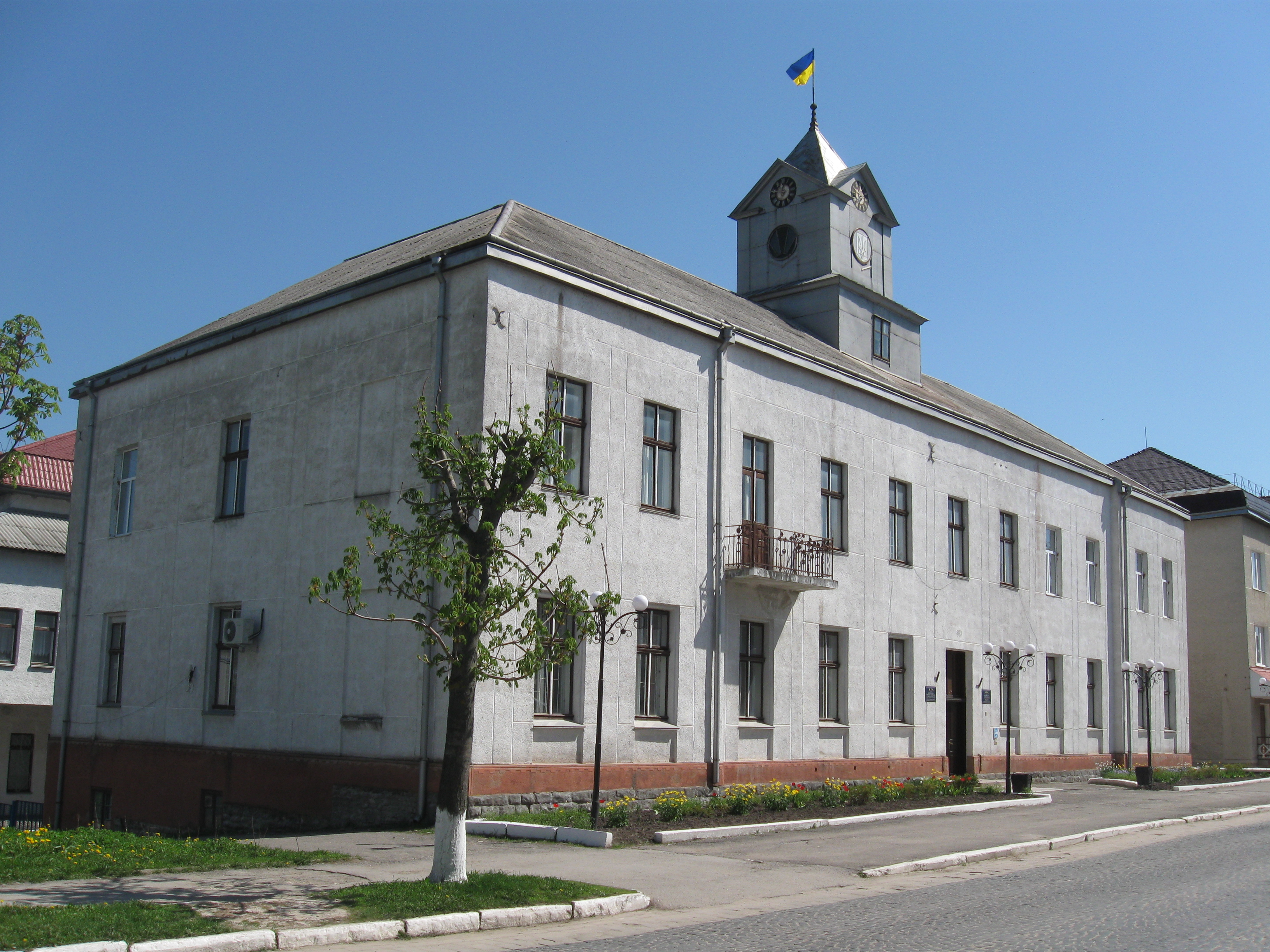
Ratusz w Zborowie
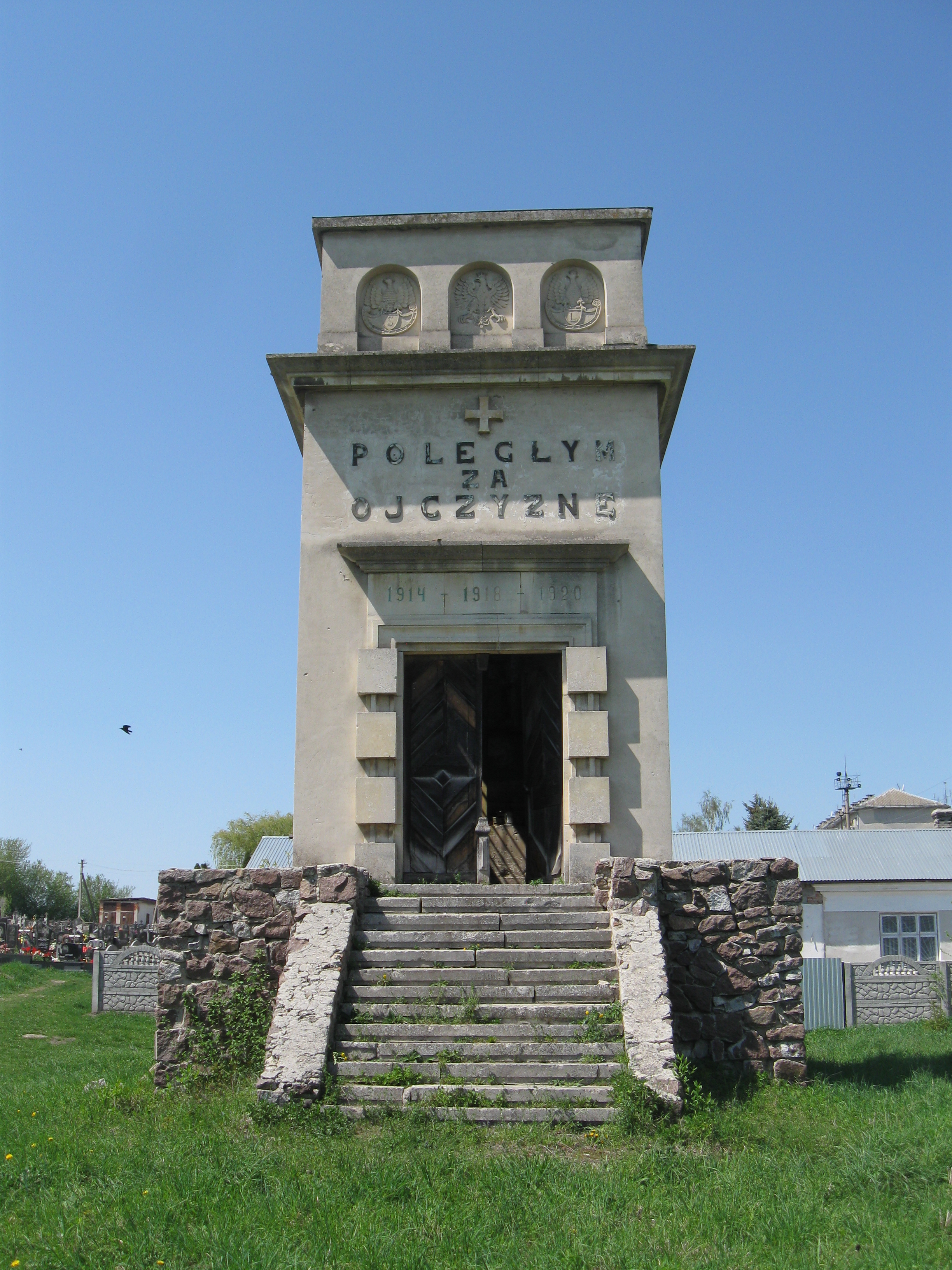
Polski pomnik Poległym za Ojczyznę
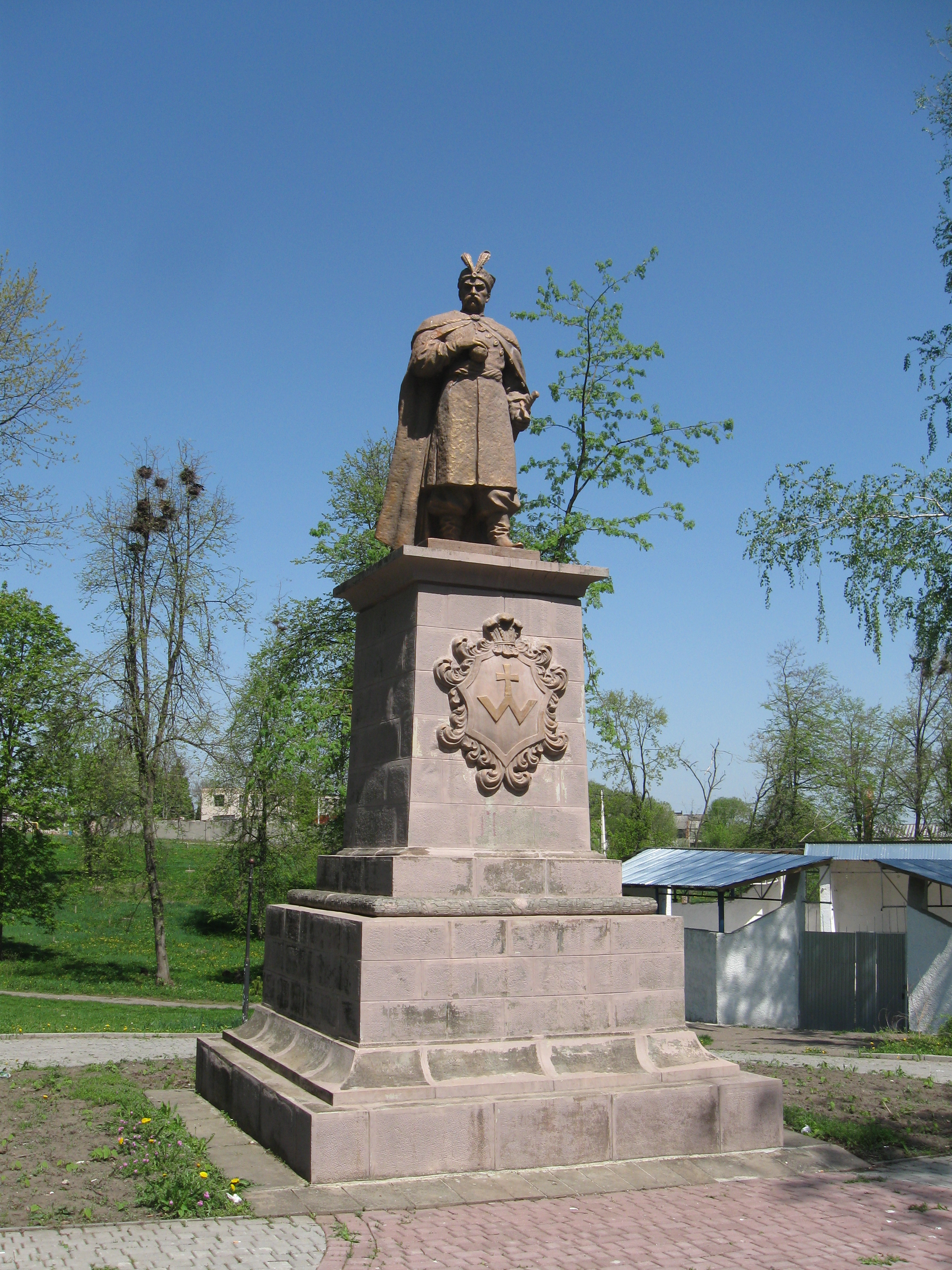
Pomnik Bohdana Chmielnickiego
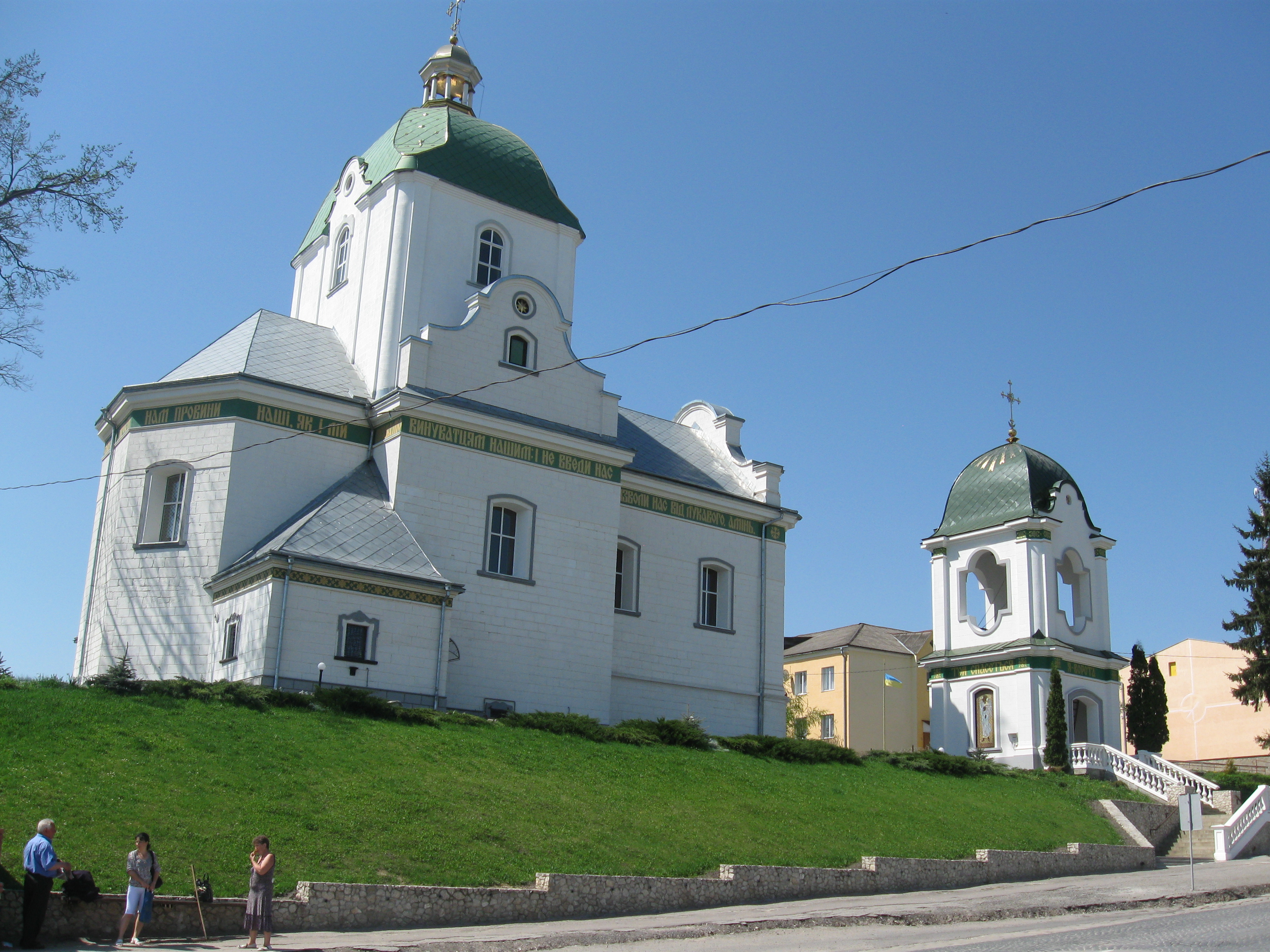
Cerkiew gr.kat. (dawniej kościół)
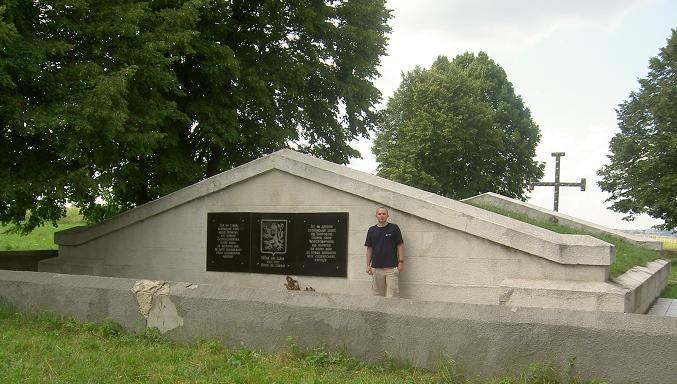
Pomnik żołnierzy czesko-słowackich, 1917